# Agustí Rius i Borrell
Agustí Rius i Borrell   (Sabadell, 30 de gener de 1837 - Barcelona, 21 de febrer de 1912) fou un mestre i pedagog català.

## Biografia
Fill d'una família de teixidors, va seguir estudis de mestre elemental i superior a l'Escola Normal de Barcelona, entre 1854 i 1858. Un any més tard, va obtenir el títol de mestre i fundà a Sabadell l'Escola Superior, de la qual va ser professor. Tenia molt d'interès pel nivell cultural dels obrers, per la qual cosa va impartir classes a l‘Institut Industrial sabadellenc durant els cursos 1863-1864 i 1864-1875. Va crear la primera escola medicopedagògica d'Espanya i el 1872 va esdevenir mestre i director de les escoles municipals de Barcelona. Es casà amb Adelaida Tarragó, amb qui va tenir dues filles i un fill, el metge Agustí Rius i Tarragó, autor de la Topografía médica de Sabadell, del 1914. El 1885 va trobar casualment en una masia de Castellar del Vallès la primera edició de l'obra de Baldiri Reixac Instruccions per la ensenyança de minyons (1748), de la qual Borrell en va fer l'estudi pedagògic i que publicà un any més tard.
Agustí Rius va escriure prop d'una vintena d'obres pedagògiques –deu per a infants, vuit per a professors–; dues monografies sabadellenques i un estudi de la llengua catalana, a part de nombrosos articles a revistes pedagògiques i diaris de l'època. Cal destacar les obres pedagògiques: Tractat d'educació escolar, Cartes a un nou mestre, Pedagogia o tractat d'educació escolar i Primer libro de lectura (1910), del qual se'n van vendre 150.000 exemplars en cinquanta anys. I d'història local: Guia històrica, estadística i geogràfica de Sabadell (en col·laboració amb el cronista Josep Sardà). El 1902, després d'ensenyar durant 45 anys obligatòriament en castellà nens de parla catalana, va reivindicar, amb diversos articles a La Veu de Catalunya, que l'ensenyament es fes en català. Poc abans de morir va deixar escrita una Gramàtica catalana, que constitueix un valuós document històric inèdit, que compara la llengua catalana i la castellana. Pòstumament, el 1928 la Biblioteca Sabadellenca li va editar la monografia Sabadell.
El dia 7 de juliol de 1912, la Societat Barcelonina d'Amics de la Instrucció va reunir importants personalitats de la cultura i de l'ensenyament per rendir homenatge pòstum a un "cèlebre mestre català: Agustí Rius i Borrell". Pocs dies després, l'Ajuntament de Sabadell acordava posar el nom de Mestre Rius al primer carrer que s'obrís a la ciutat, vial existent encara avui al centre de la ciutat.